# Legislație

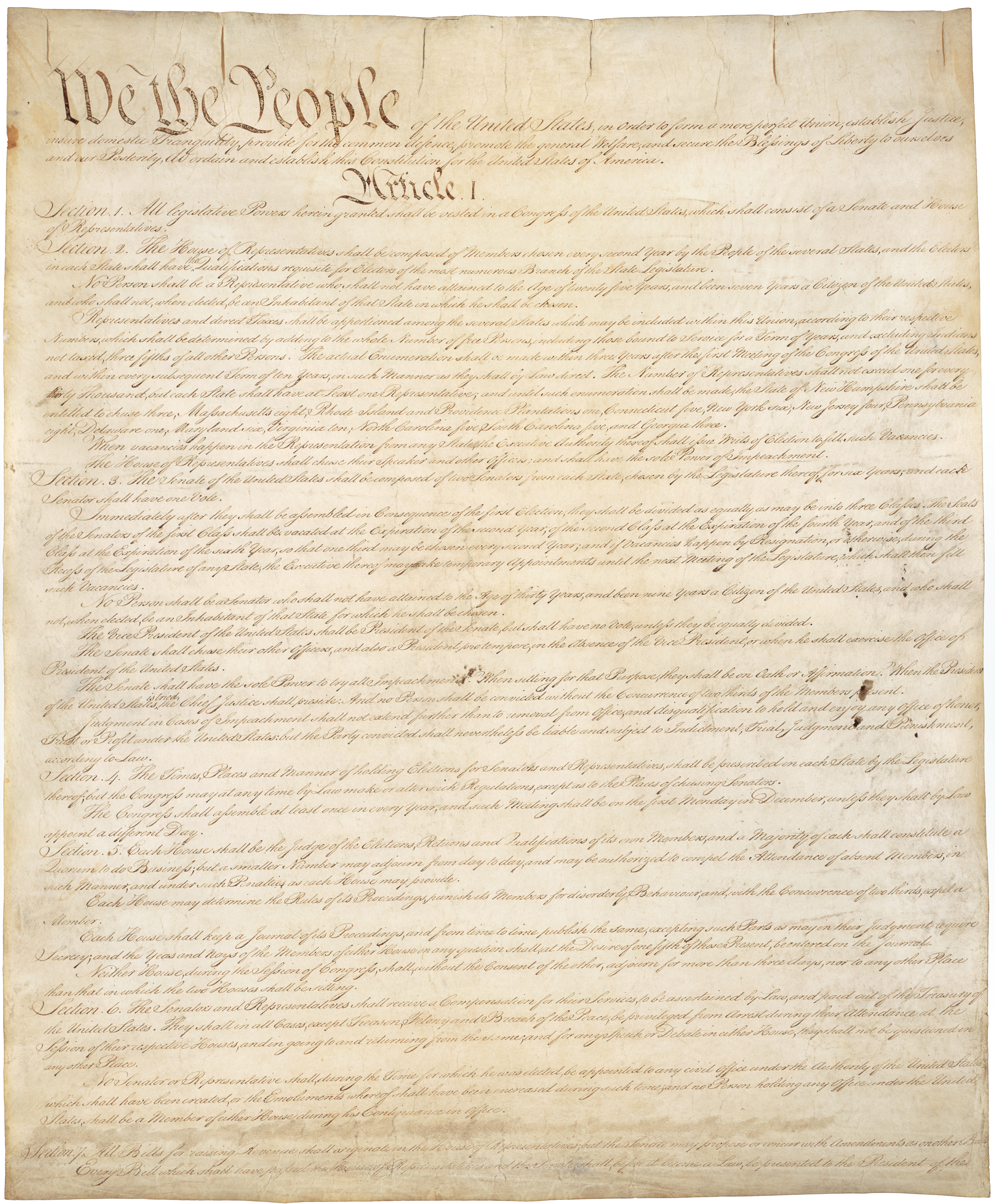
Constituția Statelor Unite, pagina 1

Legislația este procesul sau produsul de înregistrare, adoptare sau promulgare a legii de către un legislativ, un parlament sau un organism de conducere analog. Înainte ca un articol de legislație să devină lege, acesta poate fi cunoscut ca un proiect de lege și poate fi denumit în linii mari „legislație” în timp ce rămâne în considerare pentru a-l diferenția de alte afaceri. Legislația poate avea mai multe scopuri: de a reglementa, de a autoriza, de a scoate în afara legii, de a furniza (fonduri), de a sancționa, de a acorda, de a declara sau de a restrânge. Acesta poate fi pus în contrast cu un act nelegislativ al unui organ executiv.